# Max Esterson
Max Esterson, né le 9 octobre 2002 à New York, est un pilote automobile américain. En 2024, il dispute le championnat de Formule 3 FIA 2024 avec Jenzer Motorsport. Il a précédemment participé au championnat de Formule 3 britannique.

## Carrière

### Sim Racing
Esterson commence sa carrière en participant à des compétitions sur iRacing, à l'âge de 11 ans. En 2019, il se classe 7e  du VRS GT iRacing World Championship avec 254 points. En 2020, il devient champion du Formula Race Promotions iRacing Challenge.

### Formula Ford

#### 2020
Esterson fait ses débuts en monoplace en 2020, en participant aux F1600 Championship Series avec l'équipe Pelfrey. Il remporte une victoire et termine cinquième du championnat.

#### 2021
Fin 2021, Esterson fait ses débuts en Formula Ford Festival et en Walter Hayes Trophy, qu'il remporte.

#### 2022
En 2022, l'Américain remporte une seconde fois le trophée Formula Ford . Dans le Walter Hayes Trophy, Esterson se qualifie en pole position, gagne sa demi-finale et mène remporte la finale en menant tous les tours, pour la deuxième année consécutive, mais il est ensuite rétrogradé à la cinquième place après une décision controversée lui infligeant une pénalité de 4,5 secondes pour un accrochage avec un autre pilote.

### Formule 3 Britannique
En 2022, Esterson rejoint le championnat GB3 chez Douglas Motorsport, aux côtés de Tommy Smith et Marcos Flack. Il termine dans les points pour la première fois lors de la troisième course à Oulton Park, avant d'obtenir deux quatrièmes places à Silverstone.
Lors de la troisième manche de la saison à Donington Park, Esterson monte pour la première fois sur le podium lors de la première course avant de remporter la deuxième, après s'être élancé depuis la pole position. Il termine septième du championnat avec un total de 292,5 points.
En 2023, il rejoint Fortec Motorsports. Il monte sur son seul podium de la saison à Donington Park, avec une troisième position, derrière Callum Voisin et Alex Dunne.

### Formule 3 FIA

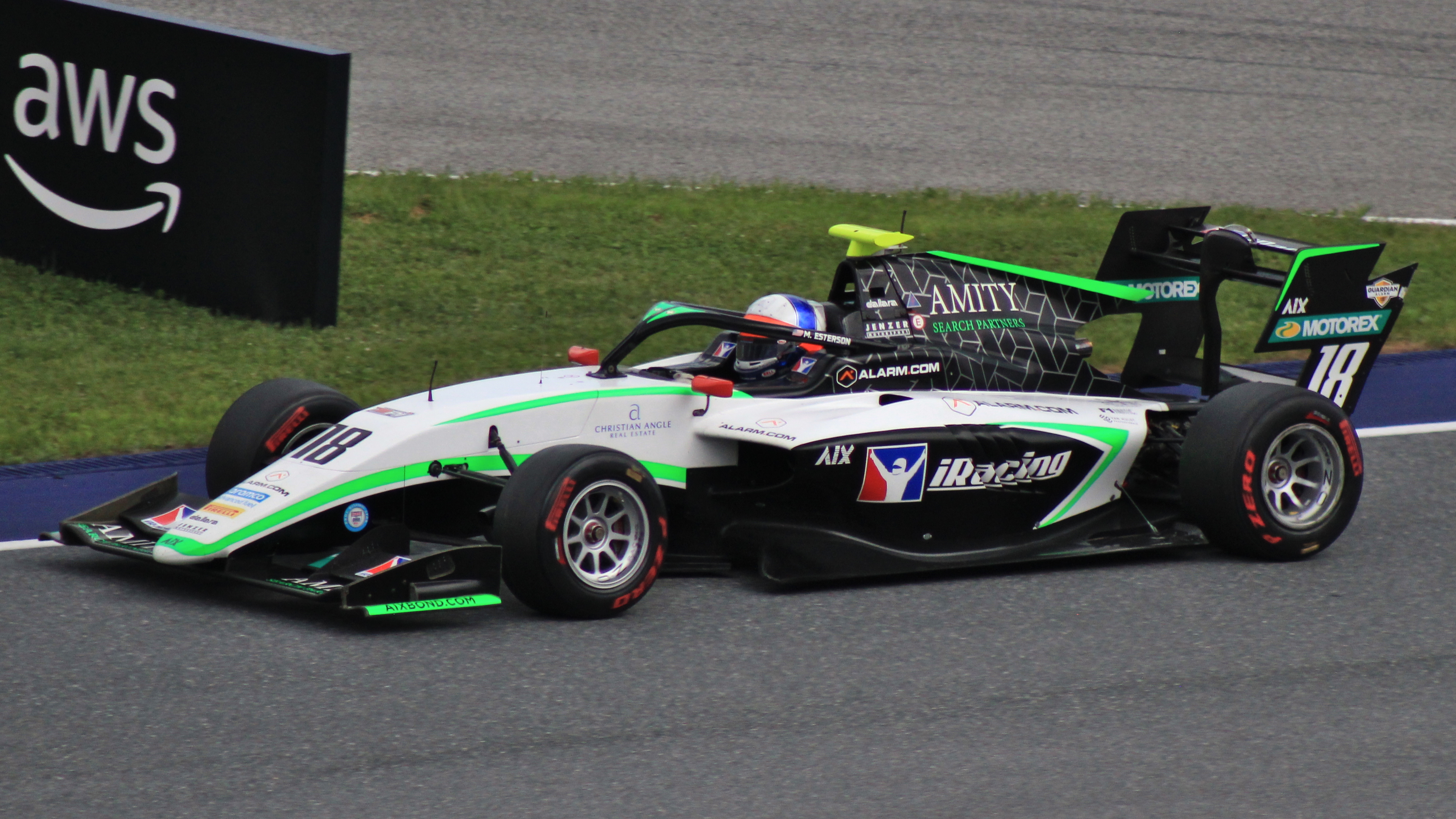
Max Esterson en Formule 3 FIA en 2024 à Spielberg.

Fin 2022, Esterson prend part aux essais d'après-saison du championnat de Formule 3 de la FIA avec Van Amersfoort Racing. En 2023, il rejoint Rodin Carlin dans le championnat lors de la manche de Silverstone, en remplacement d'Hunter Yeany, au coté d'Oliver Gray et Ido Cohen. Il le remplace également à Budapest. Pour sa première course, il termine vingt-sixième. Pour la course du dimanche, il abandonne.
Pour la saison 2024, il rejoint Jenzer Motorsport aux cotés de Matias Zagazeta et Charlie Wurz. Dès la première course, il marque ses premiers points avec une sixième position. Le lendemain, il termine vingt-quatrième. Lors de l'épreuve suivante, sur le Circuit Albert Park, il termine quatorzième de la course principale. Lors de la course sprint de la manche de Spa-Francorchamps, il termine septième. Il termine du vingt-et-unième du championnat avec onze points.

### Formule 2 FIA
Le 11 novembre 2024, il est annoncé par Trident Racing pour remplacer Richard Verschoor jusqu'à la fin de la saison. Pour sa première course dans la catégorie, il termine en quatorzième position. Pour la dernière manche de la saison à Abou Dabi, il termine quatorzième de la course sprint après la disqualification de Paul Aron. Le lendemain, il termine en dix-septième position.
Le 4 décembre 2024, l'équipe annonce sa titularisation pour la saison 2025 aux côtés de Sami Meguetounif. La semaine suivante, il participe aux essais de d'après saison pour l'écurie italienne.

## Résultats en carrière

### Résultats en monoplace
| Saison | Championnat                                 | Écurie                    | Courses | Victoires | Pole positions | Meilleurs tours | Podiums | Points | Classement |
| ------ | ------------------------------------------- | ------------------------- | ------- | --------- | -------------- | --------------- | ------- | ------ | ---------- |
| 2020   | F1600 Championship Series                   | Team Pelfrey              | 15      | 1         | 3              | 3               | 4       | 423    | 5e         |
| 2020   | F2000 Championship Series                   | UBS Financial Development | 1       | 1         | 0              | 1               | 1       | 52     | 16e        |
| 2020   | FF1600 National Championship                | Low Dempsey Racing        | 3       | 0         | 0              | 0               | 0       | 0†     | n.c        |
| 2020   | Formula Ford Festival                       | Low Dempsey Racing        | 1       | 0         | 0              | 0               | 0       | N/A    | 6e         |
| 2020   | Walter Hayes Trophy                         | Low Dempsey Racing        | 1       | 0         | 0              | 0               | 0       | N/A    | 14e        |
| 2021   | National Formula Ford Championship          | Low Dempsey Racing        | 1       | 1         | 1              | 0               | 1       | N/A    | 3e         |
| 2021   | Formula Ford Festival                       | Low Dempsey Racing        | 1       | 0         | 0              | 0               | 1       | N/A    | 2e         |
| 2021   | Walter Hayes Trophy                         | Low Dempsey Racing        | 1       | 1         | 1              | 1               | 1       | N/A    | 1er        |
| 2022   | Formula Ford Festival                       | Ammonite Motorsport       | 1       | 1         | 1              | 0               | 1       | N/A    | 1er        |
| 2022   | Walter Hayes Trophy                         | Ammonite Motorsport       | 1       | 0         | 0              | 0               | 0       | N/A    | 5e         |
| 2022   | Championnat de Grande-Bretagne de Formule 3 | Douglas Motorsport        | 24      | 1         | 1              | 2               | 3       | 292,5  | 7e         |
| 2023   | Championnat de Grande-Bretagne de Formule 3 | Fortec Motorsport         | 23      | 0         | 0              | 1               | 1       | 215    | 11e        |
| 2023   | Formule 3 FIA                               | Rodin Carlin              | 4       | 0         | 0              | 0               | 0       | 0      | 35e        |
| 2024   | Formule 3 FIA                               | Jenzer Motorsport         | 20      | 0         | 0              | 0               | 0       | 11     | 21e        |
| 2024   | Formule 2                                   | Trident Racing            | 4       | 0         | 0              | 0               | 0       | 0      | 31e        |
| 2025   | Formule 2                                   | Trident Racing            | 19      | 0         | 0              | 0               | 0       | 0      | 21e        |

† Esterson étant un pilote invité, il était inéligible aux points.